# Talsperre Mountain Dell
Die Talsperre Mountain Dell (englisch Mountain Dell Dam) ist eine Talsperre im Salt Lake County, Bundesstaat Utah, USA, die den Parleys Creek staut. Sie liegt in der Wasatchkette und dient der Trinkwasserversorgung. Die Talsperre befindet sich ungefähr 9,5 km (6 miles) östlich von Salt Lake City. Die Interstate 80 führt an der Talsperre vorbei. Ungefähr 2,5 km stromaufwärts liegt die Talsperre Little Dell.

## Absperrbauwerk

Die Talsperre vor dem Einstau

Das Absperrbauwerk ist eine Kombination aus Pfeiler- und Mehrfachbogenstaumauer aus Beton mit einer Höhe von 44 m (145 ft) über der Gründungssohle. Die Länge der Mauerkrone beträgt 172 m (565 ft). Das Absperrbauwerk besteht aus 16 Bögen, die durch Pfeiler abgestützt werden. Die Dicke eines Bogens liegt bei 1,22 m (4 ft) an der Basis und 0,38 m (1,25 ft) an der Krone. Die Dicke eines der Stützpfeiler liegt bei 2,4 m (8 ft) an der Basis und 0,61 m (2 ft) an der Krone.
Die Bogenstaumauer wurde von 1916 bis 1917 mit einer Höhe von zunächst 32 m (105 ft) errichtet. Die restlichen 12 m (40 ft) wurden 1924 hinzugefügt. 1938 und 1959 wurde auf der Wasserseite der Staumauer Spritzbeton aufgebracht.
1983 führte Schneeschmelze zu einem Hochwasser, das beinahe zu einer Überflutung des Absperrbauwerks geführt hätte. Daraufhin wurde die Talsperre Little Dell stromaufwärts errichtet und das Stauziel von Mountain Dell auf 2/3 des maximal möglichen Stauziels gesenkt. 1995 wurde eine Untersuchung der Stauanlagen im Bundesstaat Utah durchgeführt. Sie ergab, dass die Hochwasserentlastung von Mountain Dell mit einer Breite von 3,65 m (12 ft) zu gering dimensioniert ist und nicht den Mindestanforderungen des Bundesstaats entspricht.

## Stausee
Beim maximalen Stauziel fasst der Stausee rund 3,7 Mio. m³ (3000 acre-feet) Wasser.